# 錫特卡 (堪薩斯州)
錫特卡（英語：Sitka）為位在美國堪薩斯州克拉克縣的非建制地區。

## 歷史
錫特卡於1909年設立，該地區的郵政局於1964年5月22日結束營運。